# Grande Prêmio do Canadá de 2002
Resultados do Grande Prêmio do Canadá de Fórmula 1 realizado em Montreal em 9 de junho de 2002. Oitava etapa da temporada, teve como vencedor o alemão Michael Schumacher, da Ferrari.

## Corrida
| Pos.   | Nº | Piloto                | Construtor       | Voltas | Tempo/Diferença  | Grid | Pontos |
| ------ | -- | --------------------- | ---------------- | ------ | ---------------- | ---- | ------ |
| 1      | 1  | Michael Schumacher    | Ferrari          | 70     | 1:33:36.111      | 2    | 10     |
| 2      | 3  | David Coulthard       | McLaren-Mercedes | 70     | + 1.132          | 8    | 6      |
| 3      | 2  | Rubens Barrichello    | Ferrari          | 70     | + 7.082          | 3    | 4      |
| 4      | 4  | Kimi Räikkönen        | McLaren-Mercedes | 70     | + 37.563         | 5    | 3      |
| 5      | 9  | Giancarlo Fisichella  | Jordan-Honda     | 70     | + 42.812         | 6    | 2      |
| 6      | 14 | Jarno Trulli          | Renault          | 70     | + 48.947         | 10   | 1      |
| 7      | 5  | Ralf Schumacher       | Williams-BMW     | 70     | + 51.518         | 4    |        |
| 8      | 12 | Olivier Panis         | BAR-Honda        | 69     | + 1 volta        | 11   |        |
| 9      | 8  | Felipe Massa          | Sauber-Petronas  | 69     | + 1 volta        | 12   |        |
| 10     | 10 | Takuma Sato           | Jordan-Honda     | 69     | + 1 volta        | 15   |        |
| 11     | 23 | Mark Webber           | Minardi-Asiatech | 69     | + 1 volta        | 21   |        |
| 12     | 7  | Nick Heidfeld         | Sauber-Petronas  | 69     | + 1 volta        | 7    |        |
| 13     | 20 | Heinz-Harald Frentzen | Arrows-Cosworth  | 69     | + 1 volta        | 19   |        |
| 14     | 22 | Alex Yoong            | Minardi-Asiatech | 68     | + 2 voltas       | 22   |        |
| 15     | 15 | Jenson Button         | Renault          | 65     | Câmbio           | 13   |        |
| Ret    | 6  | Juan Pablo Montoya    | Williams-BMW     | 56     | Motor            | 1    |        |
| Ret    | 25 | Allan McNish          | Toyota           | 45     | Rodou            | 20   |        |
| Ret    | 16 | Eddie Irvine          | Jaguar-Cosworth  | 41     | Superaquecimento | 14   |        |
| Ret    | 24 | Mika Salo             | Toyota           | 41     | Freios           | 18   |        |
| Ret    | 17 | Pedro de La Rosa      | Jaguar-Cosworth  | 29     | Câmbio           | 16   |        |
| Ret    | 21 | Enrique Bernoldi      | Arrows-Cosworth  | 16     | Suspensão        | 17   |        |
| Ret    | 12 | Jacques Villeneuve    | BAR-Honda        | 8      | Pressão do óleo  | 9    |        |
| Fonte: |    |                       |                  |        |                  |      |        |

## Tabela do campeonato após a corrida
| Pos.   | Piloto             | Pontos |
| ------ | ------------------ | ------ |
| 1      | Michael Schumacher | 70     |
| 2      | Ralf Schumacher    | 27     |
| 3      | Juan Pablo Montoya | 27     |
| 4      | David Coulthard    | 26     |
| 5      | Rubens Barrichello | 16     |
| Fonte: |                    |        |

| Pos.   | Construtor       | Pontos |
| ------ | ---------------- | ------ |
| 1      | Ferrari          | 86     |
| 2      | Williams-BMW     | 54     |
| 3      | McLaren-Mercedes | 33     |
| 4      | Renault          | 12     |
| 5      | Sauber-Petronas  | 8      |
| Fonte: |                  |        |

- Nota: Somente as primeiras cinco posições estão listadas.